# 沈光漢

沈光漢（1887年—1972年），廣東羅定人。1931年曾任國民革命軍十九路軍第60師師長。他所統領的該師，曾參與一二八事變，也為1933年閩變主力之一，隨後又於閩變期間依附蔣中正，為蔣中正平息閩變主因。

## 生平
沈光漢發跡於粵軍第一師。1925年粵軍第一師改編為國民革命軍第四軍，沈光漢仍為其中擔任高級指揮官。北伐中第四軍屢有戰果，於中原大戰擊敗馮玉祥及閻錫山後擴編為十九路軍，蔣光鼐為總指揮，蔡廷鍇為軍長，沈光漢升任中將統帥60師。1931年九一八事變後，十九路軍調防上海，同時蔣介石受壓下野，南京政府由廣東派系主持，陳銘樞任京滬戍衛師令。1932年一二八事變，日本派陸戰隊登陸上海。沈光漢率十九路軍第60師奮起迎戰抵抗，因而成為聲名大噪的抗日軍隊。也因此，任該師總指揮的沈光漢也獲頒青天白日勳章。後來日本多番增援；蔣介石復出後，國軍亦派出中央軍共同作戰，最後事件以外交談判解決。1933年11月20日，閩變正式爆發，之後，蔣介石調八個師的陸軍入閩，他依附蔣中正，並宣佈擁護南京中央。該聲明為蔣中正平息閩變主因之一。之後，十九路軍的番號取消，部隊亦被分散收編，他仍任師長。
抗战时期，曾任军事参议院参议；抗战胜利后，三十五年（1946）以后被选为第一届国民大会代表，也曾任私立德业小学校长。1949年后定居香港，并於1972年11月29日在此病逝，终年八十五岁。